# Cidade Alta (São Tomé i Príncipe)
Cidade Alta és una localitat de São Tomé i Príncipe al districte de Cantagalo, a l'est de l'illa de São Tomé i de Santana.. La seva població és de 489 (2008 est.).

## Evolució de la població
| 2001 | 2008 |
| 429  | 489  |